# Gavrilović (tvrtka)
Gavrilović d.o.o. je hrvatska tvrtka za proizvodnju mesa i mesnih proizvoda.
Tvrtka je utemeljena 1690. godine u Petrinji kao mesarski obrt.
Nakon Drugog svjetskog rata nakon nacionalizacije koju su proveli komunisti i vlasnika osudili na doživotni zatvor. Ime tvornice nije mijenjano.
Tvrtka je krajem 1889. godine upisana u sudski registar pod nazivom Prva hrvatska tvornica salame, kobasica i sušena mesa M. Gavrilovića sinovi — Petrinja. lzvještaj Trgovačke komore iz Zagreba ističe: „mlada braća Gavrilovići preurediše i potom osnovaše 1889. godine veliku tvornicu salame, slanine suhog mesa te urediše salaš vlastite potrebe, kojeg kane postupno povećavati, kako bude ta industrija napredovala.
Gavrilović je sa sinom 1957. uspio pobjeći u Austriju. Nacionalizirana tvornica nastavila je desetljećima proizvoditi i prodavati proizvode po starim receptima i uspješnim obiteljskim brendom.
Danas tvrtkom upravlja deveta generacija obitelji Gavrilović. Upravo po tom dugom obiteljskom nasljeđu tvrtka Gavrilović jedinstvena je u Hrvatskoj i među rijetkima je takvim obiteljskim tvrtkama u svijetu. Mesna industrija Gavrilović opremljena je najmodernijim industrijskim strojevima i proizvodnim linijama.

## Robne marke
Proizvodi Gavrilovića d.o.o. danas su razvrstani u tri robne marke:
- Gavrilović
- Gavita
- Gala

## Vanjske poveznice
- Službene stranice tvrtke
- Gavrilović d. o. o. Hrvatska tehnička enciklopedija, portal hrvatske tehničke baštine. LZMK